# Тсаае 1
Тсаае 1 (англ. Tsahaheh 1) — індіанська резервація в Канаді, у провінції Британська Колумбія, у межах регіонального округу Елберні-Клекват.

## Населення
За даними перепису 2016 року, індіанська резервація нараховувала 542 особи, показавши скорочення на 7,2%, порівняно з 2011-м роком. Середня густина населення становила 135,1 осіб/км².
З офіційних мов обидвома одночасно не володів жоден з жителів, тільки англійською — 540. Усього 15 осіб вважали рідною мовою не одну з офіційних, з них усі — одну з корінних мов.
Працездатне населення становило 60,8% усього населення, рівень безробіття — 18,8%.
Середній дохід на особу становив $26 971 (медіана $21 568), при цьому для чоловіків — $28 462, а для жінок $25 414 (медіани — $21 632 та $21 120 відповідно).
29,1% мешканців мали закінчену шкільну освіту, не мали закінченої шкільної освіти — 35,4%, 34,2% мали післяшкільну освіту, з яких 7,4% мали диплом бакалавра, або вищий.
| Статево-вікова структура населення | Статево-вікова структура населення | Статево-вікова структура населення | Статево-вікова структура населення | Статево-вікова структура населення |
| ---------------------------------- | ---------------------------------- | ---------------------------------- | ---------------------------------- | ---------------------------------- |
|                                    |                                    |                                    |                                    |                                    |
| Всього                             | Всього                             | 50,5%49,5%                         |                                    |                                    |
| 0 — 14 років                       | 0 — 14 років                       |                                    | 27,8%                              | 27,8%                              |
| 15 — 64 років                      | 15 — 64 років                      |                                    | 63,9%                              | 63,9%                              |
| 65 і більше                        | 65 і більше                        |                                    | 8,3%                               | 8,3%                               |
| Середній вік (років)               | Середній вік (років)               | 31,632,2                           | 31,9                               | 31,9                               |
| Медіана (років)                    | Медіана (років)                    | 29,830,9                           | 30,4                               | 30,4                               |
| — чоловіки — жінки                 |                                    |                                    |                                    |                                    |

| Походження мешканців:     | Походження мешканців:     | Походження мешканців: | Походження мешканців: | Походження мешканців: |
| ------------------------- | ------------------------- | --------------------- | --------------------- | --------------------- |
| Походження                |                           |                       | осіб                  | %                     |
| Корінні американці        | Корінні американці        |                       | 520                   | 95.41%                |
| Інше північноамериканське | Інше північноамериканське |                       | 10                    | 1.83%                 |
| Європейське               | Європейське               |                       | 160                   | 29.36%                |
| британське                | британське                |                       | 120                   | 22.02%                |
| французьке                | французьке                |                       | 15                    | 2.75%                 |
| Латинськоамериканське     | Латинськоамериканське     |                       | 10                    | 1.83%                 |
| Карибське                 | Карибське                 |                       | 10                    | 1.83%                 |
| Азійське                  | Азійське                  |                       | 10                    | 1.83%                 |
| Океанійське               | Океанійське               |                       | 10                    | 1.83%                 |

## Клімат
Середня річна температура становить 9,4°C, середня максимальна – 20,5°C, а середня мінімальна – -3°C. Середня річна кількість опадів – 2 027 мм.
| Клімат поселення                              | Клімат поселення | Клімат поселення | Клімат поселення | Клімат поселення | Клімат поселення | Клімат поселення | Клімат поселення | Клімат поселення | Клімат поселення | Клімат поселення | Клімат поселення | Клімат поселення | Клімат поселення |
| Показник                                      | Січ.             | Лют.             | Бер.             | Квіт.            | Трав.            | Черв.            | Лип.             | Серп.            | Вер.             | Жовт.            | Лист.            | Груд.            |                  |
| Середній максимум, °C                         | 7,71             | 9,03             | 11,22            | 13,76            | 17,12            | 19,90            | 20,28            | 20,48            | 17,51            | 12,88            | 8,59             | 5,46             |                  |
| Середня температура, °C                       | 2,33             | 3,65             | 5,86             | 8,38             | 11,77            | 14,54            | 17,20            | 17,40            | 14,44            | 9,78             | 5,51             | 2,37             |                  |
| Середній мінімум, °C                          | −3,04            | −1,71            | 0,49             | 3,03             | 6,38             | 9,17             | 14,13            | 14,32            | 11,35            | 6,69             | 2,42             | −0,72            |                  |
| Норма опадів, мм                              | 306              | 244              | 210              | 126              | 82               | 58               | 31               | 44               | 61               | 206              | 343              | 316              |                  |
| Середньомісячна швидкість вітру, м/с          | 3.65             | 3.40             | 3.67             | 3.62             | 3.52             | 3.53             | 3.41             | 3.08             | 2.86             | 3.20             | 3.74             | 3.64             |                  |
| Середньомісячна сонячна радіація, кДж/м²·день | 2858             | 5479             | 9668             | 14624            | 18347            | 19597            | 20537            | 17653            | 12827            | 6885             | 3275             | 2227             |                  |
| --------------------------------------------- | ---------------- | ---------------- | ---------------- | ---------------- | ---------------- | ---------------- | ---------------- | ---------------- | ---------------- | ---------------- | ---------------- | ---------------- | ---------------- |
| Джерело:                                      |                  |                  |                  |                  |                  |                  |                  |                  |                  |                  |                  |                  |                  |